# Баони (княжество)

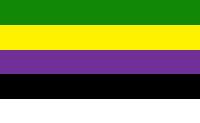
Королевский штандарт наваба Баони.

Княжество Баони — туземное княжество в Индии во время британского владычества. Небольшое и единственное мусульманское государство в Агентстве Бунделкханд. Его правитель получил право на 11-пушечный салют. Княжеская Баони утверждает, что является потомком династии Асаф Джах из Хайдарабада, прослеживая свое происхождение до Абу Бакра, первого Исламского халифа.
Княжество Баони располагалось в доабе (районе) между реками Бетва и Ямуна, современный штат Уттар-Прадеш. Столицей княжества был город Кадаура. Княжество было ограничено на севере округом Канпур, на западе округом Джалаун, а на юге и востоке округом Хамирпур Соединенных провинций, а также небольшой частью княжества Бери на юго-востоке. Слово «Баони» произошло от индостанского слова Baon, означающего 52 (пятьдесят два) и относящегося к числу деревень, которые были включены в первоначальный санад в то время, когда она была дарована. В 1901 году население Баони составляло 19 780 человек, из которых 87 % были индуистами и 12 % — мусульманами.

## История
Государство Баони было основано в 1784 году Имад ад-Дином аль-Мульк Гази-Ханом (1736—1800) из ветви династии Асаф-Джахи, связанной с низамом Хайдарабада. В то время Имад ад-Дин заключил сделку с маратхской пешвой и получил джагир из 52 деревень близ Калпи.
Государство Баони стало британским протекторатом в 1806 году, после поражения Маратхской конфедерации. Столица была перенесена из Калпи в Кадауру после 1815 года.
Последний правитель, Мухаммад аль-Хасан Муштак, подписал документ о присоединении к Индийскому союзу 15 августа 1947 года и продолжал управлять государством, которое присоединилось к Союзу Штатов Виндхья-Прадеш 2 апреля 1948 года, оставаясь главой государства до 31 декабря 1949 года.

## Правители княжества
Все правители государства Баони носили титул «Наваб».
- 1784 — 1 сентября 1800 года: Гази уд-Дин Хан Ферозе Джанг III (1 февраля 1736 — 1 сентября 1800), сын Гази уд-Дина Хана Ферозе Джанга II (1709—1752), старшего сына Низама уль-Мулька Асаф Джаха I.
- 1 сентября 1800 — 11 мая 1815: Насер ад-Даула (1756 — 11 мая 1815), второй сын предыдущего
- 11 мая 1815 — 18 октября 1838: Амир уль-Мульк (? — 18 октября 1838), сын предыдущего
- 18 октября 1838 — 18 августа 1859: Мохаммад Хосейн (? — 18 августа 1859), сын предыдущего
- 18 августа 1859 — 5 октября 1883: Эмам ад-Даула Хосейн (? — 21 декабря 1895), старший сын предыдущего
- 5 октября 1883 — 27 июня 1893: Мохаммад Хасан Хан (1863 — 27 июня 1893), единственный сын предыдущего
- 27 июня 1893 — 27 октября 1911: Риаз аль-Хасан Хан (28 октября 1876 — 27 октября 1911), старший сын Али Хасана Хана Бахадура и внук Мохаммеда Хусейна, двоюродный брат предыдущего. Признан британскими властями 2 августа 1894 года.
- 27 октября 1911 — 15 августа 1947: Мохаммад Муштак аль-Хасан Хан (7 февраля 1896 — 13 сентября 1977), старший сын предыдущего.

### Титулярные навабы
- 15 августа 1947 — 13 сентября 1977: Мохаммад Муштак аль-Хасан Хан (7 февраля 1896 — 13 сентября 1977), старший сын Риаза аль-Хасан Хана.
- 13 сентября 1977 — настоящее время: Наваб мир Дауд Ифтихар аль-Хасан хан Сахиб Бахадур (род. 28 февраля 1940), младший (четвертый) сын предыдущего.